# Rhamphostomella radiatula
Rhamphostomella radiatula är en mossdjursart som först beskrevs av Walter Douglas Hincks 1877.  Rhamphostomella radiatula ingår i släktet Rhamphostomella och familjen Romancheinidae. Inga underarter finns listade i Catalogue of Life.